# Muchachos trepando a un árbol
Muchachos trepando a un árbol es un óleo sobre lienzo de Francisco de Goya, que el aragonés diseñó para la Real Fábrica de Tapices de Santa Bárbara en su séptima y última serie de cartones para tapices.

## Análisis
Tres niños juegan intentando subir a un árbol. Uno de ellos se apoya en otro y es ayudado por el último. En lontananza es visible un pequeño castillo. Muestra características de los últimos cartones de Goya. 
Diseñado como sobrepuerta, repite el mismo esquema triangular de Muchachos cogiendo fruta, aunque puede apreciarse una evolución del pincel goyesco. Escena profunda, en parte gracias al escorzo del niño calvo sobre el que se apoya el niño que sube. Las montañas y la mole de la derecha permiten definir una pincelada suelta, como la que caracterizará el último periodo de Goya como pintor de cartones.